# ماريو روندون
ماريو روندون (بالبرتغالية: Mario Rondón؛ بالإسبانية: Mario Rondón) هو لاعب كرة قدم فنزويلي وبرتغالي في مركز الهجوم، ولد في 26 مارس 1986 في كاراكاس في فنزويلا. شارك مع منتخب فنزويلا لكرة القدم. أما مع النوادي، فقد لعب مع رادومياك رادوم وسي إف آر كلوج ونادي باسوج دي فيريرا ونادي بيرا مار ونادي سانغتشو مايتي ليونز وناسيونال ماديرا.

## وصلات خارجية
- ماريو روندون على موقع قاعدة بيانات كرة القدم.إي يو (الإنجليزية)
- ماريو روندون على موقع ناشيونال فوتبول تيمز (الإنجليزية)
- ماريو روندون على موقع Soccerway.com (الإنجليزية)
- ماريو روندون على موقع AS.com (الإسبانية)